# Spurius Mummius
Spurius Mummius war ein römischer Politiker und Intellektueller im 2. Jahrhundert v. Chr. sowie Bruder des Lucius Mummius Achaicus (Konsul von 146 v. Chr.).

## Leben
Spurius war der Sohn von Lucius Mummius, dem Prätor des Jahres 177 v. Chr. Im Jahr 146 v. Chr. diente Spurius als Legat seines Bruders in Griechenland. 140/139 v. Chr. war er Mitglied in der von Scipio Aemilianus geleiteten Gesandtschaft an die verbündeten Königreiche im östlichen Mittelmeerraum. Wahrscheinlich hat Spurius Ämter des cursus honorum bekleidet; welche, ist unbekannt. Er galt als Anhänger der stoischen Philosophie.

## Gesprächspartner des Scipio in CicerosDe re publica
Als Mitglied des sogenannten Scipionenkreises nimmt Spurius an einem fiktiven Gespräch teil, welches Marcus Tullius Cicero ins Jahr 129 v. Chr. versetzt und in De re publica wiedergibt. In De re publica wird bemerkt, dass Scipio seinem Freund Spurius besonders zugetan gewesen sei. Während des Gesprächs erweist sich Spurius als entschiedener Gegner der Volksherrschaft (Demokratie). Ferner soll er eine Abneigung gegen Rhetoren verspürt haben.